# To Kill
I To Kill si formano nel 2004 a Roma, come gruppo di amici appartenenti a formazioni musicali dello stesso genere, quali Face The Fact, The Difference, The King. In pochissimi anni si sono affermati nella scena hardcore europea, suonando innumerevoli volte in Italia e all'estero, incluso un tour statunitense del 2005. Hanno suonato al fianco di band del calibro di Parkway Drive, Suicide Silence e Bury Your Dead. Dopo il demo cd registrato con l'etichetta Still Life Records presso l'Hombrelobo Studio escono con l'album di debutto con l'etichetta American Catalyst Records, poi firmano con la GSR Music. I To Kill fanno parte della scena Straight Edge, i cui temi si possono ritrovare nei testi delle canzoni, e i cui simboli si notano nelle esecuzioni dal vivo.
Nel 2007 vincono il premio M.E.I. di miglior band indipendente italiana, premio legato in particolare modo alla intensa attività della band all’estero.
Il 7 maggio 2010 la band ha annunciato sul suo profilo MySpace di aver intenzione di sciogliersi, dopo la pubblicazione del nuovo cd "Antarctica" e una serie di show che li porterà in Europa e in Italia. La loro scelta è da ritrovarsi nella voglia di prendere strade diverse e di voler esplorare altri interessi e altri aspetti della loro vita.
Nel 2019 la band ha annunciato che terrà un ultimo show di reunion per dare l'addio definitivo ai fans, aggiungendo che non seguiranno altri concerti o altre pubblicazioni discografiche dei To Kill. Lo show si tiene l'11 Maggio 2019 in occasione della settima edizione del Venezia Hardcore Festival, presso il CS Rivolta di Marghera (Ve). La band pubblica inoltre un nuovo EP di inediti intitolato "Unbowed", che viene stampato sotto forma di LP 7" in numero di copie limitate.

## Formazione
- JoshXmosh - voce
- U-go! - chitarra
- Camilla - chitarra
- Tommi - basso
- Jai - batteria

## Hanno fatto parte della formazione
- Federico Antonini - chitarra (2004 - 2007)

## Discografia
Album in studio
- 2005 - Watching You Fall
- 2006 - Vultures
- 2008 - When Blood Turns Into Stone
- 2009 - Maelström (Benefit EP for Sea Shepherd Conservation Society)
- 2010 - Antarctica

Demo
- 2004 - To Kill

EP
- 2019 - Unbowed